# NGC 3052
NGC 3052 este o astronomical radio source⁠(d) situată în constelația Hidra. A fost descoperită în 7 februarie 1785 de către William Herschel. Se află la o distanță de 45,08 de megaparseci de Pământ.